# Giaveno
Giaveno (arpità Djavën, piemontès Giaven) és un municipi italià, situat a la ciutat metropolitana de Torí, a la regió del Piemont. L'any 2007 tenia 15.957 habitants. Està situat a la Vall Sangone, una de les Valls arpitanes del Piemont. Limita amb els municipis d'Avigliana, Coazze, Cumiana, Perosa Argentina, Pinasca, Trana i Valgioie.

## Administració
| Període | Identitat      | Partit        |
| ------- | -------------- | ------------- |
| 2024-   | Stefano Olocco | Llista cívica |